# Дитя Монте-Карло
«Дитя Монте-Карло» (англ. Monte Carlo Baby) ― комедийный фильм 1951 года, снятый совместно Джин Бойер и Лестером Фуллером. Большинство биографий Хепбёрн указывают на то, что именно во время съемок этого фильма она была открыта драматургом Колетт и выбрана на главную роль в пьесе Джиджи, что привело к тому, что Хепбёрн начала свою актёрскую карьеру в Голливуде.
Фильм был снят на английском языке, в то время как вторая версия фильма была снята на французском. Поскольку Хепбёрн свободно говорила по-французски, она сыграла ту же роль (хотя имя персонажа было изменено). Эта версия фильма была выпущена в 1951 году под названием Nous irons à Monte Carlo (Мы едем в Монте-Карло).

## В ролях
- Одри Хепбёрн ― Линда
- Жюль Маншин ― Антуан
- Кара Уильямс ― Маринетт
- Мишель Фармер ― Жаклин
- Филипп Лемер ― Филипп
- Рассел Коллинз ― Макс
- Джон Ван Дрелен ― Руди